# 매출액
매출액(賣出額, sales volume, sales)은 제품이나 상품 등을 판매하고 얻은 대가이다. 반제품매출액, 부산물매출액, 작업폐기물매출액, 수출액, 장기할부매출액 등이 중요한 경우에는 이를 구분하여 표시하거나 주석으로 기재한다. 다른 이름으로는 매상고이다.
순매출액 = 총매출액 - 매출에누리와 환입 - 매출할인

## 같이 보기
- 순이익
- 매출원가